# Visão religiosa de Adolf Hitler

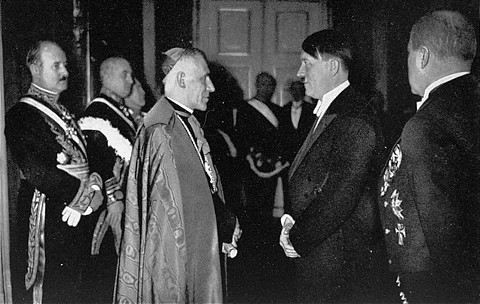
Hitler com Cesare Orsenigo, o embaixador do Vaticano.

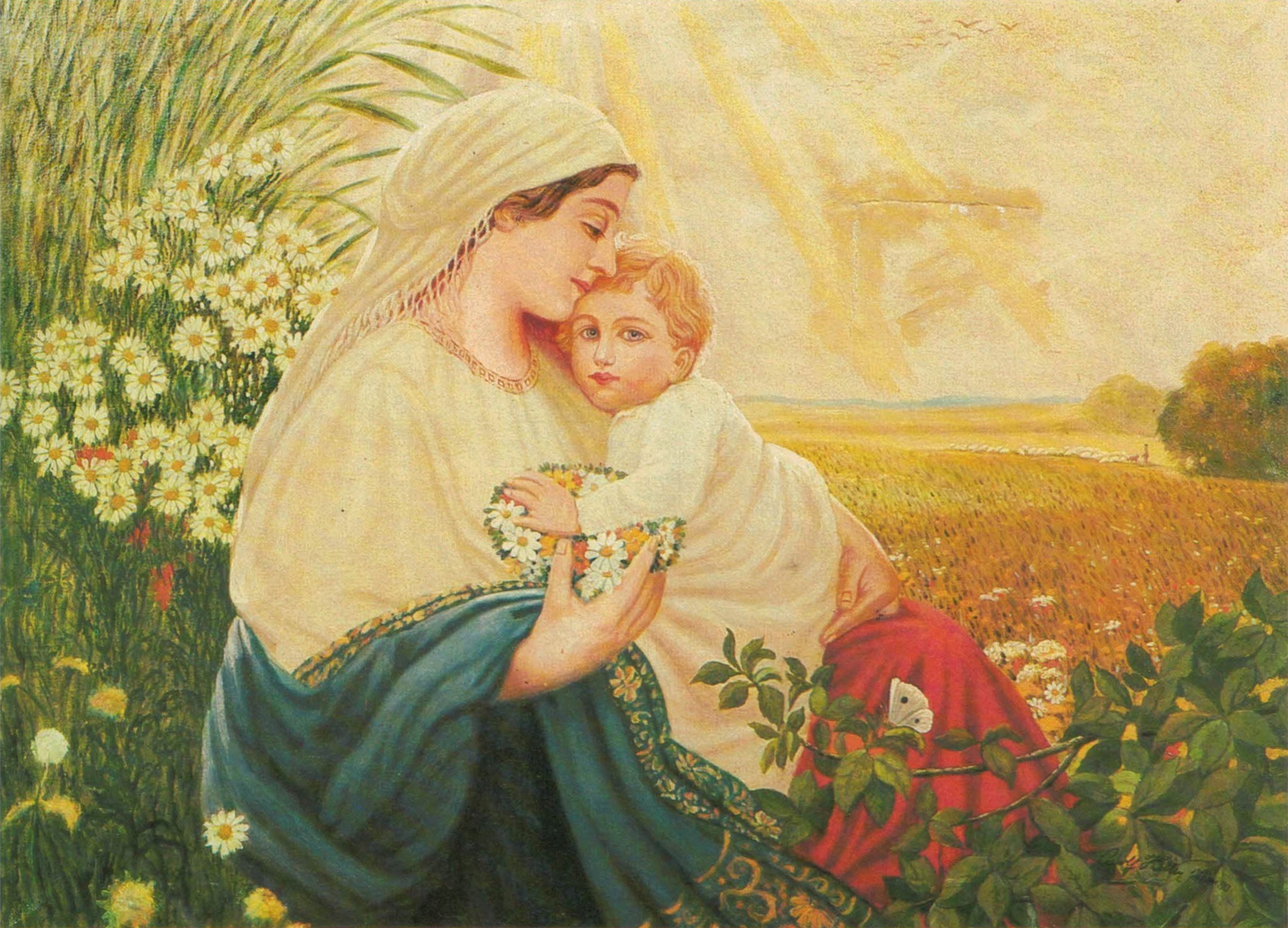
Mãe Maria com o Santo Menino Jesus Cristo (1913), pintura a óleo sobre tela feita por Hitler.

Adolf Hitler foi criado por seu pai, que era católico, e por sua mãe, que também era cristã devota. Hitler, contudo, deixou de participar dos sacramentos e posteriormente apoiou o Movimento Cristão Alemão, um movimento racista e antissemita, que pretendeu fazer a fusão do Nazismo e do Cristianismo. Em seu livro, Mein Kampf, ele afirmou seguir os princípios do cristianismo. Antes do começo da Segunda Guerra Mundial, Hitler promovia o chamado "cristianismo positivo", um movimento que expurgava do cristianismo todos os elementos do judaísmo e inseria ideais nazistas. De acordo com controversos manuscritos redigidos por Heinrich Heim, Henry Picker e Martin Bormann, secretário pessoal do Führer, intitulados Tischgespräche im Führerhauptquartier ("Conversas de Hitler à Mesa"), além do testemunho de amigos próximos de Hitler, ele tinha uma profusão de visões negativas do cristianismo. Mas a maioria das pessoas em seu convívio afirmavam que ele era teísta.
Há muito debate sobre a relação de Hitler e religião como um todo; o consenso maior entre os historiadores é que, na maioria dos casos, ele apresentava uma visão irreligiosa, anticristã, anticlériga e cientística. Ainda assim, em público, Hitler frequentemente, durante suas campanhas e discursos políticos, expressava apoio à religião e afirmava se opôr ao ateísmo, chegando a banir, em 1933, um grupo anticristão materialista. Historiadores e acadêmicos acreditam que Hitler, com o passar do tempo, pretendia suplantar a influência do cristianismo na sociedade alemã e então substituí-la por um novo credo associado a ideologia nazista.

## Primeiros anos
O pai de Hitler, Alois, embora nominalmente um católico era um pouco cético religiosamente, enquanto sua mãe Klara era uma católica praticante. Na escola do mosteiro beneditino, que Hitler frequentou durante um ano escolar quando criança (1897–1898), Hitler tornou-se o primeiro de sua classe, recebendo o mais alto grau no último trimestre. Ele recebeu o Crisma em 22 de maio de 1904, e também cantou no coro do mosteiro.
Segundo o historiador Michael Rissmann, o jovem Hitler foi influenciado na escola pelo Pangermanismo, e começou a rejeitar a Igreja Católica, recebendo a Crisma só a contragosto. Andrew N. Wilson comenta que embora muito se fale da educação católica de Hitler, "era algo ao qual o próprio Hitler frequentemente fazia alusão, e ele era quase sempre violentamente hostil." Hitler gabou-se de expressar ceticismo aos professores clérigos quando frequentou a escola religiosa.

## Vida adulta

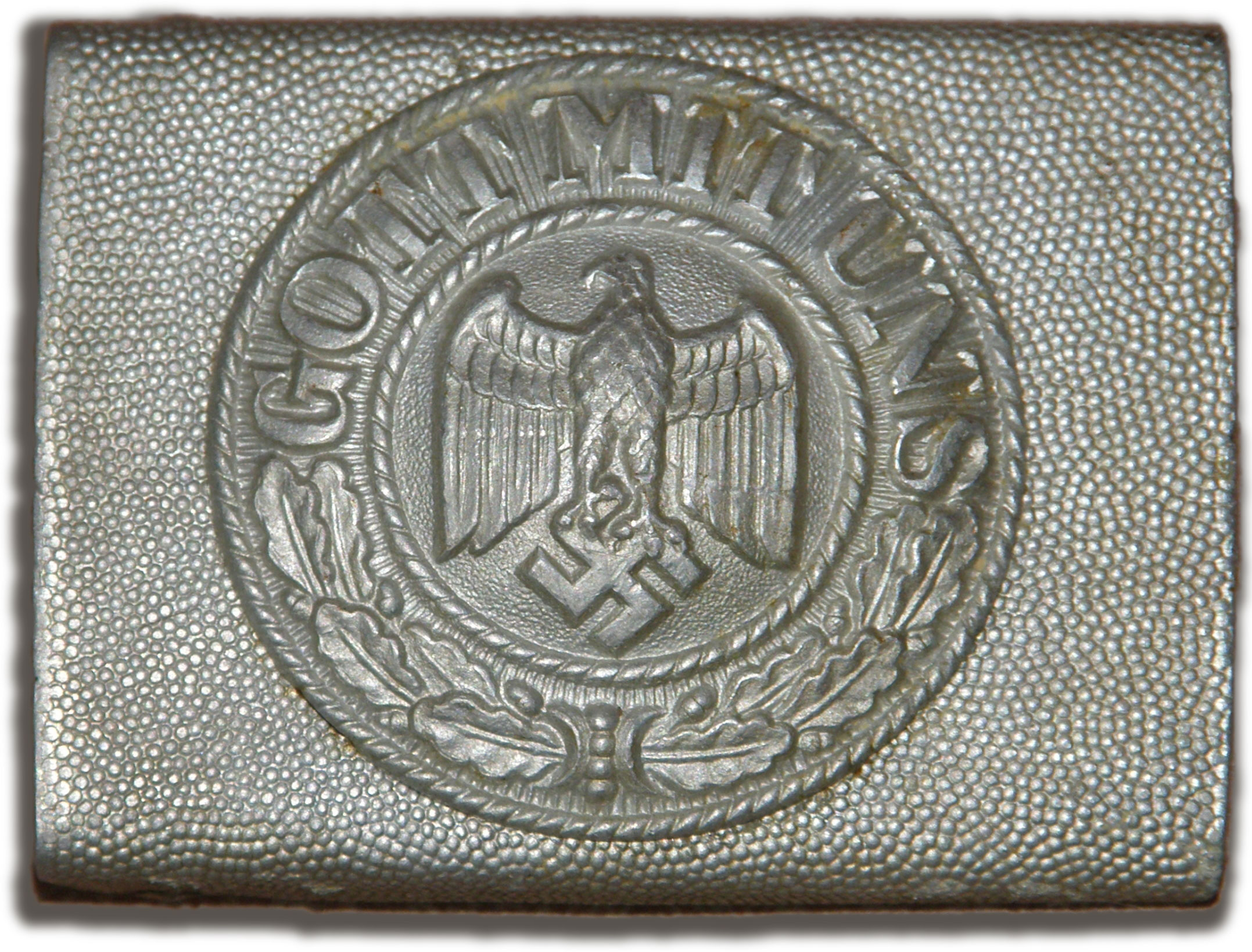
Fivela de uniforme militar nazista com "Gott mit uns" ("Deus está conosco") gravado nela. O uso deste lema é, contudo, muito anterior ao período nazi, e já na I Guerra Mundial os soldados alemães a usavam nos cintos

Algo da crença religiosa de Hitler pode ser recolhida a partir de suas declarações públicas e privadas, no entanto, estas apresentam um quadro conflitante de um homem que parece espiritual, porém contra a religião organizada. Algumas declarações privada atribuídas a ele permanecem em disputa quanto a veracidade. Em sua posição como chefe das forças armadas, ordenou a colocação da frase "Gott mit uns" ("Deus está conosco") nas fivelas dos uniformes militares.
Um famoso episódio é narrado por Albert Speer, o arquiteto do regime nazi, no seu livro de memórias, Por Dentro do III Reich. Speer relata que "Hitler ficou muito impressionado com um pedaço de história que ele tinha conhecido a partir de uma delegação de árabes distintos." A delegação especulou que o mundo tornar-se-ia muçulmano se os berberes e os árabes tivessem vencido a Batalha de Tours no século 8 d.C. e que os alemães se tornariam herdeiros de "uma religião que acreditava em espalhar a fé pela espada e subjugar todas as nações a essa fé. Tal credo era perfeitamente adequado ao temperamento alemão."
Ainda de acordo com Speer, Hitler declarou em particular: "Veja, foi nossa desgraça ter a religião errada. Por que não tivemos a religião dos japoneses, que consideram o sacrifício pela Pátria como o bem supremo? A religião muçulmana também teria sido muito mais compatível conosco do que com o cristianismo. Por que tinha de ser o cristianismo com sua mansidão e flacidez?."
O historiador Alan Bullock afirma que Hitler não acreditava em Deus e considerava o cristianismo "uma rebelião contra a lei natural da seleção por meio da luta e da sobrevivência do mais apto", uma religião para escravos.
Nas suas memórias, Joseph Goebbels, o Ministro da Propaganda Nazista, na entrada de 29 de Dezembro de 1939, escreveː "O Fuhrer é profundamente religioso, embora completamente anticristão. Ele vê o cristianismo como um sintoma de decadência. Com razão. É um ramo da raça judaica."

## Discursos públicos

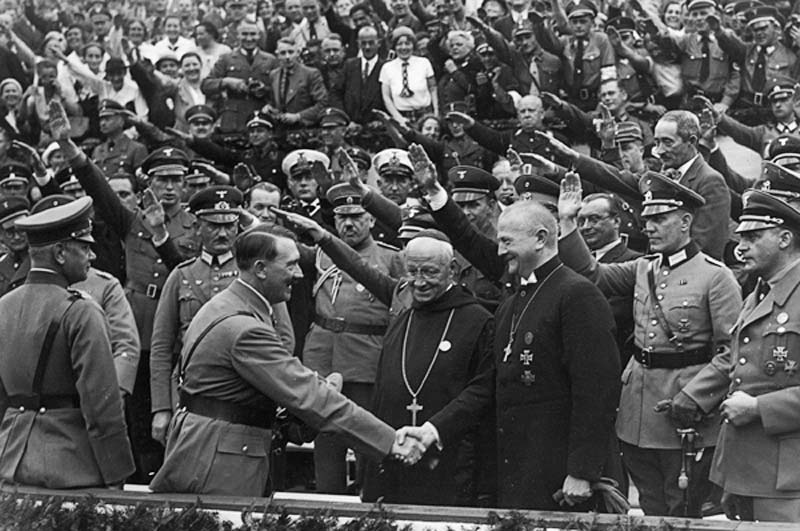
Hitler cumprimenta dignitários católicos na Alemanha na década de 1930

Em seus públicos discursos, especialmente no começo de seu governo, Hitler frequentemente descrevia positivamente a Cultura Cristã alemã, e a sua crença em um Cristo ariano. Pouco antes de sua ascensão ao poder Hitler discursou perante uma multidão em Muniqueː
"Meus sentimentos, como Cristão, mostram-me meu Deus e Salvador como um lutador. […] Quão formidável foi sua luta contra o veneno judaicoǃ […] Como Cristão, […] eu tenho o dever de ser um guerreiro pela verdade e pela justiça."
Embora expressasse publicamente apoio ao cristianismo, uma vez no poder, passou a tentar diminuir a influência da religião na vida pública.

## Perseguição à Igreja
Hitler prometeu ao Reichstag, em 23 de março de 1933, que ele não interferiria nos direitos das igrejas. No entanto, com o poder assegurado na Alemanha, Hitler rapidamente quebrou essa promessa.
No campo de concentração de Dachau, Hitler encarcerou o clero que se opôs ao regime nazista. A partir de dezembro de 1940, ordenou a transferência de prisioneiros clericais mantidos em outros campos, e Dachau tornou-se o centro de detenção de clérigos. De um total de 2 720 clérigos registrados como presos lá, cerca de 2 579 (ou 94,88%) eram católicos romanos. Entre as outras denominações, havia 109 protestantes, 22 ortodoxos gregos, 8 católicos antigos e mariavitas e 2 muçulmanos. Os jesuítas eram o maior grupo entre os clérigos encarcerados em Dachau.